# Iwan Wazow
Iwan Minczew Wazow (bułg. Иван Минчов Вазов, ur. 27 czerwca?/9 lipca 1850 w Sopocie w Bułgarii, zm. 22 września 1921 w Sofii) – bułgarski pisarz, poeta, dramaturg, historyk i polityk, brat gen. Georgi Wazowa. Uznawany jest za jednego z najważniejszych twórców nowoczesnej literatury bułgarskiej.
Ze względu na rozległe zainteresowania literackie oraz ogromny dorobek Wazow nazywany bywa „ojcem literatury bułgarskiej”. Jego twórczość jest zróżnicowana tematycznie i gatunkowo. Należą do niej powieści (między innymi Niemili i niekochani, Pod jarzmem), opowiadania (takie jak np. Czy idzie?, Bułgarka czy Dziadek Joco patrzy), poezja patriotyczna (m.in. z tomów Proporzec i gęśl, Smutki Bułgarii, оdy z cyklu Epopeja zapomnianych), poezja osobista (m.in. z tomu Zapachniał mi bez), poematy wierszem (Kopiec, W królestwie rusałek), dramaty (m.in. Chyszowie, Poszukiwacze posad) i szkice z podróży (Wielka pustynia Riły, W głębi Rodopów).
W latach 1897–1899 pełnił funkcję ministra oświaty w rządzie Konstantina Stoiłowa.

## Życiorys

### Dzieciństwo i młodość
Iwan Wazow urodził się 27 czerwca (9 lipca według kalendarza gregoriańskiego) w niewielkim podbałkańskim miasteczku Sopot. Pochodził z rodziny zamożnego kupca, w której panowała typowa dla ówczesnego społeczeństwa bułgarskiego atmosfera obyczajowości patriarchalnej, w której za najwyższe wartości uznawano tradycje religijne, ludowe tradycje kulturalne, patriotyzm oraz oświeceniowe dziedzictwo bułgarskiego odrodzenia narodowego. Pisarz miał kilku braci, którzy również zapisali się w dziejach współczesnej Bułgarii: Georgi (1860–1934) oraz Władimir (1868–1920) zostali wojskowymi, Kirił (1855–1943) był lekarzem i działaczem społecznym, natomiast Boris Wazow (1873–1957) był politykiem, publicystą i działaczem kulturalnym.
Iwan Wazow ukończył szkołę podstawową w Sopocie, tu także zetknął się po raz pierwszy z oryginalnymi dziełami literatury bułgarskiej oraz przekładami dzieł światowych. Za sprawą nauczyciela, Partenija Bełczewa, który był wychowankiem szkół rosyjskich, zwrócił szczególną uwagę na współczesną literaturę i poezję rosyjską. W 1865 r. rozpoczął pracę w miejscowości Kałofer (niedaleko Sopotu) w szkole podstawowej Botio Petkowa (ojciec Christo Botewa), gdzie uczył się języka greckiego, podówczas niezbędnego do pracy kupieckiej na Bałkanach. Przy szkole znajdowała się biblioteka z niemałą kolekcją książek pisarzy rosyjskich i francuskich. Poezja francuska i rosyjska, z którą Wazow zetknął się podówczas po raz pierwszy, odegrała ogromną rolę w uformowaniu się jego osobowości pisarskiej.
W 1866 r. Wazow wstąpił do płowdiwskiego gimnazjum, kierowanego przez Joakima Gruewa, wybitnego działacza bułgarskiego odrodzenia narodowego. W szkole doskonalił swą znajomość greckiego oraz uczył się języka tureckiego (oficjalnego języka państwa tureckiego, którego częścią była podówczas Bułgaria), jednak głównym obiektem jego zainteresowań byli podówczas francuscy pisarze: zaczytywał się dziełami Pierre’a-Jeana de Béranger, Wiktora Hugo oraz Alphonse’a de Lamartine. W 1868 ojciec wezwał go do Sopotu, mając nadzieję, że młody Wazow przejmie po nim interesy, jednak on nie przejawiał skłonności do zajmowania się kupiectwem, zamiast tego zapełniając ojcowskie księgi rachunkowe wierszami; część z nich ukazała się następnie w tomiku Majska kitka (1880, Majowy bukiecik).

### Pobyt w Rumunii

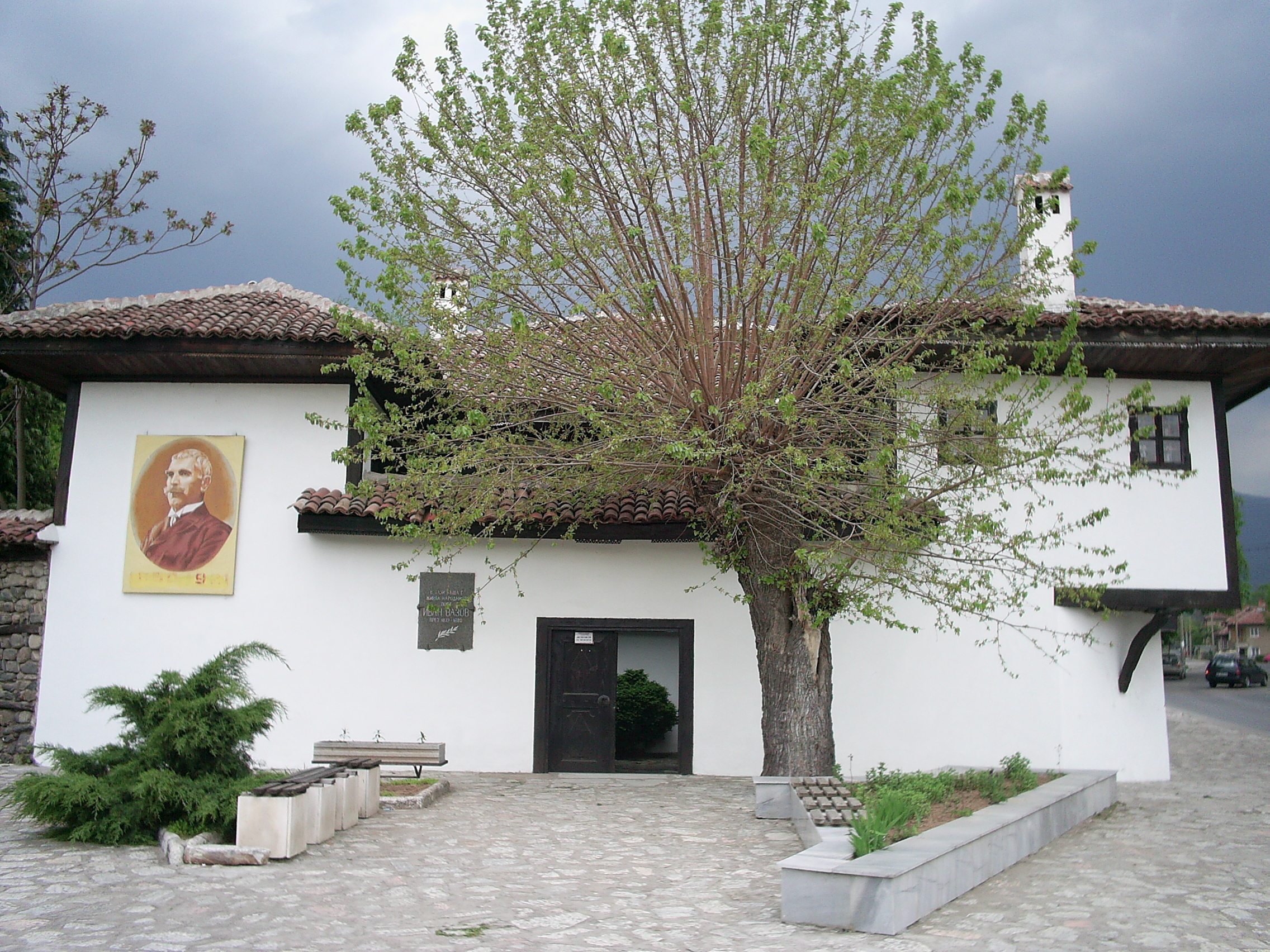
Dom Iwana Wazowa w Berkowicy, dziś muzeum

Nad działalnością literacką młodego Wazowa czuwała jego matka, Syba Wazowa – kobieta światła i towarzyska, budziło to jednak silny opór ojca, który przewidywał dla syna karierę kupiecką. Z taką myślą wysłał w 1870 r. syna do Rumunii. Młody Wazow miał tam podjąć praktykę u wuja, kupca, mieszkającego w miejscowości Olteniţa. Jednak i tam Wazow pozostawał wierny swym upodobaniom i zamiast poświęcić się działalności kupieckiej, uczył się języka rumuńskiego i zaczął poznawać literaturę rumuńską. Tam też powstały liczne wiersze, utrzymane w duchu patriotyczno-oświeceniowym. Tu także w 1870 r. w czasopiśmie, wydawanym przez Towarzystwo Literackie w Braile został opublikowany debiutancki wiersz Wazowa, zatytułowany Borba (Walka). Wiersze, które wówczas powstały, ukazywały się następnie w lokalnych czasopismach i gazetach, rozprowadzanych później potajemnie na terenie Bułgarii.
Podczas pobytu w Rumunii Wazow zapoznał się ze środowiskiem bułgarskich emigrantów. Spotkania z uciekinierami politycznymi (m.in. z Christo Botewem), atmosfera fermentu intelektualnego oraz częste dyskusje na temat sytuacji Bułgarii pod panowaniem tureckim sprawiły, iż Wazow zaczął podejmować w swych utworach tematykę patriotyczną i zaangażowaną społecznie.
Po powrocie do Bułgarii, w latach 1872–1873 Wazow pracował jako nauczyciel w miejscowości Mustafa Pasza (dziś Swilengrad). Później pracował jako tłumacz podczas budowy linii kolejowej Sofia-Kiustendił, podczas pracy z inżynierami francuskimi doskonaląc swą znajomość języka francuskiego. W tym też czasie zaczął uczyć się niemieckiego, a także poznawać z bliska los biednych wieśniaków na prowincji. W 1875 r. wrócił do rodzinnego miasta i wstąpił do miejscowego komitetu niepodległościowego.
Po upadku powstania w Starej Zagorze (1875), będąc zagrożony aresztowaniem, udał się na emigrację do Rumunii. W Bukareszcie Wazow wstąpił do Bułgarskiego Towarzystwa Charytatywnego zostając po jakimś czasie jego sekretarzem. W bardzo ciężkich warunkach materialnych przygotował swe pierwsze tomiki poezji. Zadebiutował w 1876 r. tomikiem Proporzec i gęśl (Priaporec i gusła, opublikowany pod pseudonimem Pejczin). Rok później ukazał się kolejny tomik wierszy, zatytułowany Tygite na Byłgaria (Smutki Bułgarii). Zawierał on patriotyczne utwory, inspirowane tragicznymi wydarzeniami, związanymi z powstaniem kwietniowym z 1876 r. i jego upadkiem.
Podczas wojny turecko-rosyjskiej (1877–1878), która przyniosła Bułgarii niezależność, Wazow pełnił funkcję gubernatorskiego pisarza w Swisztowie, a następnie w Ruse. Wtedy także wydał kolejny tomik, zatytułowany Izbawlenie (Wybawienie), nawiązujący tematycznie do walk o niepodległość oraz zachodzących w kraju przemian politycznych. Po rocznym pobycie w Ruse podjął praktykę sądową w miejscowości Berkowica, został tam nawet przewodniczącym sądu okręgowego (funkcję tę pełnił między marcem 1879 a wrześniem 1880 r.). Ponieważ jednak praca ta nie odpowiadała mu, zrezygnował z niej.

### Pobyt w Płowdiwie
W październiku 1880 Wazow przeniósł się do Płowdiwu, który był podówczas stolicą Rumelii Wschodniej, będącej na poły niezależnym księstwem pod formalnym zwierzchnictwem sułtana. Czynnie uczestniczył w życiu politycznych i kulturalnym księstwa, będąc posłem do lokalnego parlamentu z ramienia Partii Narodowej, a jednocześnie pracując jako redaktor, publicysta, krytyk literacki oraz pisarz. Wraz ze swym przyjacielem i współpracownikiem, pisarzem Konstantinem Weliczkowem niemal przez pięć kolejnych lat redagował pismo Głos Ludowy, na łamach którego prowadził ożywioną dysputę przeciwko zawieszeniu przez księcia Aleksandra I Battenberga tzw. konstytucji tyrnowskiej.
W 1881 został wybrany przewodniczącym Płowdiwskiego Towarzystwa Naukowo-Literackiego, zostając jednocześnie głównym redaktorem wydawanego przez towarzystwo czasopisma, pt. Nauka. Było to pierwsze po wyzwoleniu Bułgarii z niewoli tureckiej poważne pismo naukowo-literackie. W 1885 r. Wazow wraz z Weliczkowem założył pismo Zora (Świt), będące pierwszym bułgarskim czasopismem literackim z prawdziwego zdarzenia. Obydwaj twórcy wydali także dwutomową Chrestomatię bułgarską, w której zamieścili dzieła bądź fragmenty tekstów ponad stu autorów rodzimych i obcych.
Okres pobytu Wazowa w Płowdiwie jest dla jego twórczości bardzo ważny: powstały wówczas tekst bardzo różnorodne tematycznie i formalnie, obejmując niemal wszystkie gatunki literackie i tworząc zręby nowoczesnej literatury bułgarskiej. Zalicza się tu utwory klasyczne dla okresu pierwszych lat po wyzwoleniu, takie jak np. cykl Epopeja na zabrawenite (Epopeja zapomnianych, wraz z wierszami Byłgarski ezik, Kym swobodata, Ne se gasi tuj, szto ne gasne, Nowoto grobiszte nad Sliwnica), niewielkie powieści Niemili i niekochani (Nemili, nedragi), Typy i typki (Cziczowci), opowiadania Czy idzie? (Ide li?).

### Na emigracji w Rosji

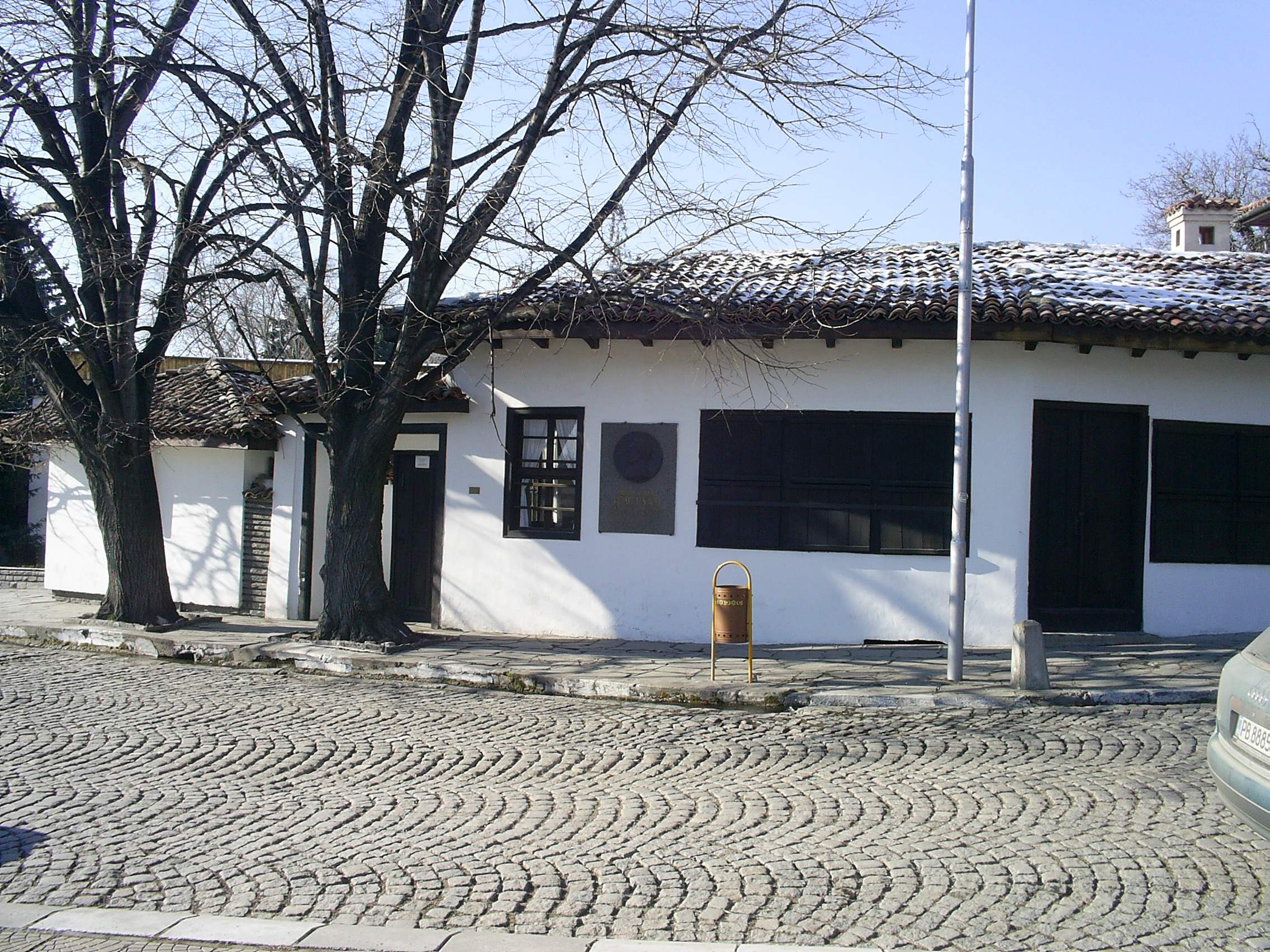
Muzeum Iwana Wazowa w Sopocie

Na jesieni 1886 r., po wydarzeniach związanych z zamachem stanu, który odsunął od władzy Aleksandra Battenberga (9 sierpnia 1886), Wazow za swe sympatie prorosyjskie został przez przedstawicieli nowego rządu zmuszony do opuszczenia kraju. Po kilkumiesięcznym pobycie w Konstantynopolu, osiadł w Odessie, gdzie powstała powieść, uznawana za jedno z klasycznych dzieł nowszej literatury bułgarskiej – Pod jarzmem (Pod igoto). Jest to walterskotowska z ducha opowieść przygodowa, osnuta wokół wydarzeń związanych z powstaniem kwietniowym w Bułgarii w 1876 r. Powieść, pisana „ku pokrzepieniu serc”, publikowana była w odcinkach na łamach jednego z periodyków literackich (w latach 1889–1890), a następnie opublikowana w formie książkowej w 1894 r., już po powrocie Wazowa do kraju. Powieść odniosła ogromny sukces czytelniczy, stając się także jednym z najczęściej przekładanych na języki obce utworów bułgarskich. W 1952 r. na podstawie powieści nakręcono film fabularny, zaś w 1990 r. powstał nawet dziewięcioodcinkowy serial.

### Pobyt w Sofii
Po powrocie do kraju w 1889 r., Wazow osiadł w Sofii i zajął się niemal wyłącznie działalnością literacką. W 1890 r. założył czasopismo Dennica (Gwiazda Zaranna), które ukazywało się przez dwa lata. W tym też czasie powstały opowiadania pisane w duchu realizmu krytycznego i zaliczane do najwybitniejszych dzieł Wazowa. Zostały one opublikowane w tomie Draski i szarki (Szkice i desenie, 2 tomy).
W 1895 r. Wazow, już jako ważna osobistość życia kulturalnego Bułgarii, obchodził uroczyście dwudziestopięciolecie pracy twórczej. Jednak opublikowana w tym samym roku powieść Nowa zemia, została przyjęta przez krytyków, reprezentujących już nowe pokolenie intelektualistów i nowe trendy, bardzo negatywnie, tak iż pisarz rozważał zaprzestanie działalności literackiej w ogóle. Tym też wyjaśniana jest jego decyzja objęcia urzędu ministra kultury w „narodowym” rządzie Konstantina Stoiłowa w 1897 r. Dzięki jego inicjatywie przygotowano wówczas m.in. projekt daleko idącej reformy ortografii bułgarskiej. Reforma ta została następnie, z pewnymi zmianami, wprowadzona w 1899 r., już po ustąpieniu Wazowa z urzędu i obowiązywała nieprzerwanie aż do 1944 r.
W tym też okresie Wazow sięgnął po tematykę historyczną, publikując powieści, przedstawiające postacie średniowiecznych władców bułgarskich i osadzone w barwnym tle historycznym: Swetosław Terter (1907) i Iwan Aleksander (1907).
W okresie wojen bałkańskich (1912–1913) Wazow wydał trzy tomiki poezji, będące swoistą kroniką ówczesnych wydarzeń. Pisarz, przejawiający silne sympatie prorosyjskie, mocno przeciwstawiał się wciągnięciu Bułgarii do I wojny światowej po stronie Niemiec, lecz kiedy doszło do pierwszych walk, opiewał sukcesy oręża bułgarskiego. Klęskę państw centralnych oraz związane z tym następstwa dla Bułgarii (m.in. wielomilionowe kontrybucje) przyjął jako katastrofę własnego świata, nie tracąc jednocześnie wiary w pomyślną przyszłość Bułgarii.
Ostatnią książką pisarza był tomik wierszy Luleka mi zamirisa (Zapachniał mi bez, 1919), zawierający wiersze miłosne. Zgodnie z autorską sugestią były to utwory pisane jeszcze w latach młodzieńczych. W 1920 r. odbyły się uroczyste obchody jubileuszu 70. rocznicy urodzin Wazowa, ogłoszonego pisarzem-legendą. Zmarł następnego roku na serce.

## Twórczość
W obszernej i bardzo zróżnicowanej formalnie i tematycznie twórczości Wazowa można wyróżnić kilka głównych kręgów tematycznych, reprezentujących najważniejsze kwestie, którym Wazow pozostawał wierny przez całe swe życie. Należały tutaj:
- wolność i walka o jej zdobycie;
- patriotyzm i miłość do wszystkiego co ojczyste;
- obrona i wspieranie wszystkiego, co bułgarskie;
- bohaterskie zwycięstwa i wielkie klęski;
- obojętność Europy wobec problemów Bułgarii;
- ubóstwo jako problem społeczny i moralny.

Przez pierwsze 10 lat po swym debiucie w 1870 r. Wazow tworzył wyłącznie utwory poetyckie. W 1881 r. na potrzeby nowo powstałego czasopisma Nauka, którego był redaktorem, napisał artykuł wspomnieniowy, zatytułowany Neotdawna (Niedawno), który był jego debiutem w charakterze beletrysty. W swej pierwszej powieści, pt. Mitrofan (później tytuł został zmieniony na Mitrofan i Dormidolski) głównym materiałem były wspomnienia z okresu, kiedy mieszkał w Berkowicy. Teksty prozatorskie, publikowane przez kilka pierwszych lat po wyzwoleniu Bułgarii z niewoli tureckiej, związane były w głównej mierze z osobistymi doświadczeniami i przeżyciami z lat minionych. W twórczości Wazowa szybko jednak pojawiły się nowe elementy, zaś pisane przez niego teksty nabrały polotu i wartości literackiej. W latach 80. powstały największe dzieła prozatorskie Wazowa – powieści Niemili i niekochani, Typy i typki oraz powieść Pod jarzmem, wyrastające bezpośrednio z najnowszych doświadczeń historycznych.
W latach 90. XIX w. i później uwagę Wazowa przyciągała przede wszystkim współczesność. Rzeczywistość świeżo wyzwolonego kraju opisywała już opublikowana w 1883 r. humorystyczna powieść Mitrofan i Dormidolski, a także m.in. niedokończone opowiadanie, poświęcone wyborczej demagogii Now swiat i nowi ljude (Nowy świat i nowi ludzie, później ze zmienionym tytułem Kandidat za hamam), opowiadania, opisujące wojnę serbsko-bułgarską w 1885 r. (Wyłko na wojna, Pismo do diado popa w s. K., Ide li?). Opowiadania te były pierwszym krokiem w rozwoju noweli w literaturze bułgarskiej.
Dopiero w latach 90. współczesność staje się głównym obiektem zainteresowania Wazowa jako pisarza. W 1895 r. ukazała się powieść Nowa ziemia, będąca swoistą kontynuacją Pod jarzmem. W powieści przedstawione zostało życie codzienne zwykłych ludzi w Księstwie Bułgarii oraz Wschodniej Rumelii przed zjednoczeniem obydwu prowincji w 1885 r., przy czym Wazow nie unikał jawnego wyrażania swoich opinii politycznych, co było potem przedmiotem silnej krytyki czołowych intelektualistów bułgarskich końca XIX w. Negatywne zjawiska współczesności Wazow najchętniej przedstawiał w opowiadaniach i nowelach, dominujących w jego ówczesnej twórczości.
Znaczącą część prozy artystycznej Wazowa stanowią zapiski z licznych podróży. Umieszcza w nich opisy krajobrazów i miejsc, informacje historyczne i polityczne przeplata poetyckim liryzmem, czasem doprawiając wszystko humorem i ironią. Z upodobaniem podróżował po Bułgarii, opisując piękno poszczególnych jej zakątków. Obserwacja piękna przyrody ojczystej, głównie gór, była dość często powodem refleksji filozoficznej i społecznej.
Zainteresowanie Wazowa rozwojem współczesnego teatru zaowocowało pierwszymi próbami dramatycznymi. Zostały one przyjęte dość życzliwie przez publiczność teatralną, stanowią także znaczące osiągnięcie w dziejach dramaturgii bułgarskiej. Popularność Wazowa jako dramaturga przyniosły sztuki Chyszowe, Kym propast, Borisław i Iwajło oraz komedia Służbogonci, będące najwybitniejszymi osiągnięciami dramaturgicznymi pierwszych lat niepodległości Bułgarii. W późniejszym okresie pisarz kilkakrotnie podejmował próby pisania dzieł teatralnych, jednak szybki rozwój teatru w Bułgarii oraz pojawienie się młodych, zdolnych twórców sprawiło, iż jego sztuki nie zdobyły większej popularności.

## Znaczenie Wazowa dla rozwoju literatury bułgarskiej

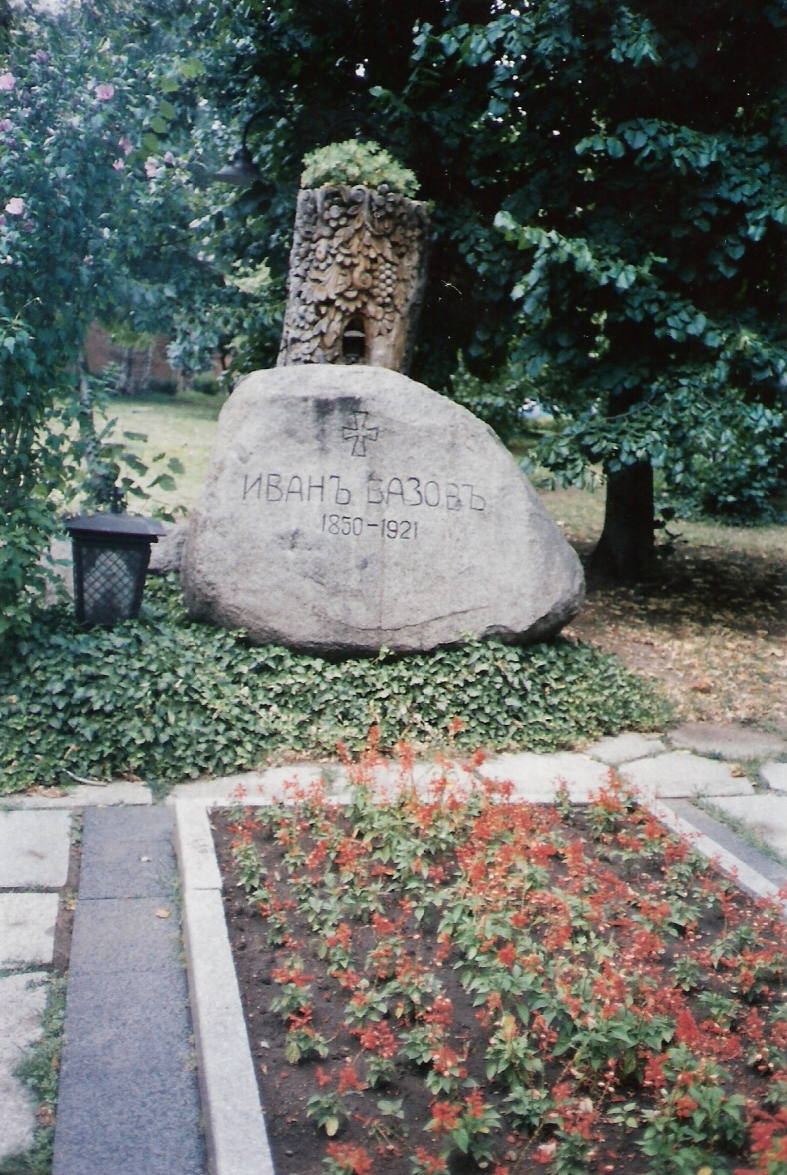
Grób Iwana Wazowa w Sofii

Wpływ twórczości Wazowa dla rozwoju literatury bułgarskiej trudny jest do przecenienia, z wielu względów. Był człowiekiem-instytucją, tworzącym w rozmaitych stylach i posługującym się rozmaitymi gatunkami literackimi. Dorobek rodzimej, bułgarskiej tradycji literackiej, choć dysponującej imponującym dziedzictwem ustnej twórczości ludowej, z całym jej kolorytem, tematyką i środkami wyrazu, nie był jeszcze zbyt duży. Wazow wprowadził do literatury bułgarskiej nową jakość: posługując się niektórymi gatunkami literackimi był na gruncie bułgarskim absolutnym nowatorem. Ze względu na wielostronność i rozległość zainteresowań był wielbiony, ale później także ostro krytykowany. Wytykano mu m.in. to, że jego twórczość jest zbyt głęboko osadzona w tradycyjnej, patriarchalnej kulturze bułgarskiej i nie reprezentuje współczesnych wartości europejskich. Krytycy z nowego pokolenia pisarzy zarzucali mu, że jego utwory, odpowiadające potrzebom estetycznym czytelników pierwszych lat po wyzwoleniu, na przełomie XIX i XX w. rażą naiwnością i ze względu na niechęć Wazowa do najnowszych prądów intelektualnych i estetycznych przełomu wieków (symbolizm, nietzcheanizm, sztuka dla sztuki) nie reprezentują poziomu europejskiego.
Z drugiej jednak strony twórczość Wazowa i ogromna spuścizna, którą pozostawił, stała się dla młodych twórców wyznacznikiem, wobec którego trudno było przejść obojętnie. Stąd też obok krytyków, do których należał m.in. Penczo Sławejkow, jeden z najwybitniejszych poetów bułgarskich przełomu wieków, byli też liczni zwolennicy, podejmujący wprowadzone przez Wazowa tematy i gatunki.

## Przekłady na języki obce
Już pod koniec XIX w. utwory Wazowa należały do najczęściej tłumaczonych dzieł literatury bułgarskiej na języki obce. Utwory Wazowa przekładano na ponad 50 języków świata.
Pierwsze polskie przekłady ukazały się już w latach 90. XIX w.